# Dawn Zulueta
Marie Rachel Salman Taleon (4 de marzo de 1969, Manila), conocida artísticamente como Dawn Zulueta, es una actriz y modelo filipina de ascendencia palestina, quien se hizo famosa en las décadas de los años 1980 y 1990. 
Trabajó como actriz de cine y televisión. Se casó con Anton Lagdameo, natural de Dávao (Actual congresista de Dávao del Norte del segundo distrito), el 26 de noviembre de 1997. Estudió en el Convento Assumption (una escuela elemental) y en el colegio Santa Rosa de Makati. Su segundo matrimonio fue en 2002, con el actor Richard Gómez.

## Filmografía
- Nakagapos na Puso (1986)
- Bondying (1988)
- One Day Isang Araw (1988)
- Paano Tatakasan ang Bukas (1988)
- Isang Bala Isang Buhay (1989) as Dolores
- Kasalanan Bang Sambahin Ka? (1990)
- Pangarap na Ginto (1990)
- Hindi Pahuhuli ng Buhay (1990)
- Una Kang Naging Akin (1991)
- Hihintayin Kita sa Langit (1991) as Carmina
- Alyas Batman en Robin (1991)
- Iisa Pa Lamang (1992) as Clara
- Apoy sa Puso (1992)
- Hanggang May Buhay (1992)
- Akin ang Pangarap mo (1992) as Alita
- Saan Ka Man Naroroon (1993) as Amanda
- Paniwalaan Mo (1993) as Loren

## Shows Televisivos
| Año       | Título                              | Personaje                                   | Canal       |
| 2014      | Mars Ravelo's Dyesebel              |                                             | ABS-CBN     |
| 2013      | Bukas Na Lang Kita Mamahalin        | Zenaida Dizon                               | ABS-CBN     |
| 2013      | Minute To Win It                    | Herself/Guest                               | ABS-CBN     |
| 2013      | Binibining Pilipinas 2013           | Herself/Host                                | ABS-CBN     |
| 2012      | Toda Max                            | SPO3 Emily Mapaginitan                      | ABS-CBN     |
| 2012      | Walang Hanggan                      | Emilia "Emily" Cardenas-Guidotti-Montenegro | ABS-CBN     |
| 2011      | Mula Sa Puso                        | Magdalena "Magda" Trinidad                  | ABS-CBN     |
| 2009      | Maalaala Mo Kaya: Tsinelas          | Lina Simples                                | ABS-CBN     |
| 2008      | Maalaala Mo Kaya: Sulat             | Malou                                       | ABS-CBN     |
| 2007      | Mars Ravelo's Lastikman             | Ruth Abelgas                                | ABS-CBN     |
| 2006      | Encantadia: Pag-ibig Hanggang Wakas | Mine-A                                      | GMA Network |
| 2006      | Now And Forever: Duyan              | Adea                                        | GMA Network |
| 2004      | Encantadia                          | Mine-A                                      | GMA Network |
| 2004      | Forever In My Heart                 | Stella Carbonel                             | GMA Network |
| 2001–2003 | The Price Is Right (Philippines)    | Herself                                     | ABC         |
| 1995      | Startalk                            | Herself/Host                                | GMA Network |
| 1995      | Okey Ka Fairy Ko!                   | Faye                                        | GMA Network |
| 1988      | GMA Supershow                       | Herself/Co-host                             | GMA Network |

- RSVP (GMA Network 1991-1994)
- Davao ang Gintong Pagasa (RPN-9 1992-1994)

- Kung Mawawala Ka Pa (1993)
- Huwag Kang Umiyak Sa Dagat (1993)
- The Cecilia Masagca Story: Antipolo Massacre (1993)
- Buhay ng Buhay Ko (1994)
- Maginaw ang Pagibig Mo (1994)
- The Maggie Dela Riva Story...God Why Me? (1994)
- Sana'y Laging Magkapiling (1994)
- Lagalag: The Eddie Fernández Story (1994)
- Wanted Perfect Father (1994)
- The Annabelle Huggins Story: Mea Culpa (1995)
- Patayin Sa Sindak Si Barbara (1995)
- Salamat sa Lotto (1995)
- Bakit May Kahapon Pa? (1996)
- Ikaw Naman ang Iiyak (1996)
- Lahar:Paraisong Abo (1997)
- To Saudi with Love (1997)
- Itataya ko ang Buhay Ko (1997) as Andrea
- Filipinas (2003) as Gloria
- Magkaibigan (2008) as Teresa
- Sigwa (2010)
- Catch Me, I'm in Love (2011) as First Lady Elena Rodriguez
- Ang Nawawala (2012)